# Лёгкая атлетика на летних Олимпийских играх 2024 — эстафета 4×100 метров (женщины)
Соревнования в легкоатлетической эстафете 4×100 метров у женщин на Олимпийских играх 2024 года прошли 8 и 9 августа в Париже (Франция) на «Стад де Франс».
Олимпийским чемпионом 2021 года в эстафете 4×100 метров являлась сборная Ямайки.

## Призёры
| Золото                                                                         | Серебро | Бронза                                                                                       |
| США · Мелисса Джефферсон · Тваниша Терри · Габриэль Томас · Ша’Карри Ричардсон | Великобритания · Дина Эшер-Смит · Имани-Лара Лансиквот · Эми Хант · Дэрилл Нейта · Бьянка Уильямс · Дезири Хенри | Германия · Александра Бургхардт · Лиза Майер · Джина Люккенкемпер · Ребекка Хазе · София Юнк |

Курсивом выделены участницы, выступавшие только в предварительных забегах

## Рекорды
До начала соревнований действующими были следующие рекорды
| Мировой рекорд                 | США · Тианна Мэдисон · Эллисон Феликс · Бьянка Найт · Кармелита Джетер           | 40.82 | Лондон (Великобритания) | 10 августа 2012 |
| Олимпийский рекорд             | США · Тианна Мэдисон · Эллисон Феликс · Бьянка Найт · Кармелита Джетер           | 40.82 | Лондон (Великобритания) | 10 августа 2012 |
| Лучший результат сезона в мире | Великобритания · Дина Эшер-Смит · Имани-Лара Лансиквот · Эми Хант · Дэрилл Нейта | 41.55 | Лондон (Великобритания) | 20 июля 2024    |

## Отбор на Олимпийские игры
Количество сборных, установленное World Athletics для этого вида — 16. Главным отборочным турниром стали соревнования «Всемирные эстафеты» — 2024, по итогам которых определились 14 команд-участниц Игр в Париже. Оставшиеся 2 места достались сборным, показавшим лучшие результаты в течение квалификационного периода (с 31 декабря 2022 года по 30 июня 2024 года).

## Расписание
| Дата           | Время | Раунд соревнований     |
| -------------- | ----- | ---------------------- |
| 8 августа 2024 | 11:10 | Предварительные забеги |
| 9 августа 2024 | 19:30 | Финал                  |

Время местное (UTC+2:00)

## Результаты
Обозначения: Q — Автоматическая квалификация | q — Квалификация по показанному результату | qR — Квалификация по решению судей | WR — Мировой рекорд | OR — Олимпийский рекорд | AR — Рекорд континента | NR — Национальный рекорд | WL — Лучший результат сезона в мире | SB — Лучший результат в сезоне | DNS — Не стартовали | DNF — Не финишировали | DQ — Дисквалифицированы

 Автоматическая квалификация  Квалификация по показанному результату

### Предварительные забеги
Квалификация: первые 3 команды в каждом забеге (Q) плюс 2 лучших по времени (q) проходили в финал.
| Место | Команда                                                                             | Забег | Результат | Примечания   |
| ----- | ----------------------------------------------------------------------------------- | ----- | --------- | ------------ |
| 1     | США (Мелисса Джефферсон, Тваниша Терри, Габриэль Томас, Ша’Карри Ричардсон)         | 1     | 41.94     | Q            |
| 2     | Великобритания (Бьянка Уильямс, Имани-Лара Лансиквот, Эми Хант, Дезири Хенри)       | 2     | 42.03     | Q            |
| 3     | Франция (Орланн Ольер, Жемима Жозеф, Элен Паризо, Хлоэ Гале)                        | 2     | 42.13     | Q            |
| 4     | Германия (София Юнк, Лиза Майер, Джина Люккенкемпер, Ребекка Хазе)                  | 1     | 42.15     | Q, SB        |
| 5     | Ямайка (Алана Рид, Кемба Нельсон, Сашали Форбс, Тиа Клейтон)                        | 2     | 42.35     | Q, SB        |
| 6     | Швейцария (Саломе Кора, Сара Атшо-Жакье, Леони Пуанте, Муджинга Камбунджи)          | 1     | 42.38     | Q, SB        |
| 7     | Канада (Сейд Маккрит, Жаклин Мадого, Мари-Элуаз Леклер, Одри Ледюк)                 | 2     | 42.50     | q, NR        |
| 8     | Нидерланды (Изабель ван ден Берг, Марие ван Хюненстейн, Минке Биссхопс, Таса Джия)  | 2     | 42.64     | q            |
| 9     | Нигерия (Жюстина Эйякпобеян, Фейвор Офили, Розмари Чуквума, Тима Годблесс)          | 2     | 42.70     | SB           |
| 10    | Австралия (Элла Коннолли, Бри Мастерс, Кристи Эдвардс, Торри Льюис)                 | 1     | 42.75     |              |
| 11    | Испания (Соня Молина-Прадос, Хаэль Бестуэ, Паула Севилья, Мария Изабель Перес)      | 2     | 42.77     | SB           |
| 12    | Польша (Магдалена Немчик, Кристина Тимановская, Магдалена Стефанович, Ева Свобода)  | 1     | 42.86     |              |
| 13    | Италия (Зейнаб Доссо, Далия Каддари, Ирен Сирагуза, Арианна де Мази)                | 1     | 43.03     |              |
| 14    | Тринидад и Тобаго (Акила Льюис, Соул Фредерик, Сана Фредерик, Леа Бертран)          | 2     | 43.99     |              |
| 15 !  | Бельгия (Рани Винке, Рани Росиус, Элизе Мехёйс, Дельфин Нканса)                     | 1     | DQ        | TR24.7 [a]   |
| 15 !  | Кот-д’Ивуар (Мюриэль Ауре-Демпс, Джессика Гбаи, Мабунду Коне, Мари-Жозе Та Лу-Смит) | 1     | DQ        | TR17.2.3 [b] |

a  Дисквалификация в соответствии с правилом 24.7 «Передача эстафетной палочки за пределами зоны передачи»

b  Дисквалификация в соответствии с правилом 17.2.3 «Несоблюдение беговых дорожек»

### Финал
Финал в эстафете 4×100 метров у женщин состоялся 9 августа 2024 года.
| Место | Команда                                                                            | Результат | Примечания |
| ----- | ---------------------------------------------------------------------------------- | --------- | ---------- |
| 1     | США (Мелисса Джефферсон, Тваниша Терри, Габриэль Томас, Ша’Карри Ричардсон)        | 41.78     | SB         |
| 2     | Великобритания (Дина Эшер-Смит, Имани-Лара Лансиквот, Эми Хант, Дэрилл Нейта)      | 41.85     |            |
| 3     | Германия (Александра Бургхардт, Лиза Майер, Джина Люккенкемпер, Ребекка Хазе)      | 41.97     | SB         |
| 4     | Франция (Орланн Ольер, Жемима Жозеф, Элен Паризо, Хлоэ Гале)                       | 42.23     |            |
| 5     | Ямайка (Алана Рид, Кемба Нельсон, Сашали Форбс, Тиа Клейтон)                       | 42.29     | SB         |
| 6     | Канада (Сейд Маккрит, Жаклин Мадого, Мари-Элуаз Леклер, Одри Ледюк)                | 42.69     |            |
| 7     | Нидерланды (Изабель ван ден Берг, Марие ван Хюненстейн, Минке Биссхопс, Таса Джия) | 42.74     |            |
| 8 !   | Швейцария (Саломе Кора, Сара Атшо-Жакье, Леони Пуанте, Муджинга Камбунджи)         | DQ        | TR24.7 [c] |

c  Дисквалификация в соответствии с правилом 24.7 «Передача эстафетной палочки за пределами зоны передачи»